# The Whistle Song
The Whistle Song is een nummer van de Amerikaanse dj Frankie Knuckles uit 1991. Het is de eerste single van zijn debuutalbum Beyond the Mix.
"The Whistle Song" is een eerbetoon aan de clubbezoekers die op fluitjes blazen om hun goedkeuring aan een bepaald nummer aan te geven.  Het was aanvankelijk een idee van producer Eric Kupper, die in het team van Knuckles werkte. Hij kreeg tijdens een dj-set van Frankie inspiratie en nam in een dag de basis van het nummer op. Hij bood dit aan aan Knuckles en samen maakten ze het nummer af. Het nummer behaalde de Amerikaanse Billboard Hot 100 niet, maar bereikte wel een 67e positie in de Radio Songs-lijst van Billboard. In het Verenigd Koninkrijk en Nederland had het nummer meer succes. Het haalde de 25e positie in de Nederlandse Top 40.